# MIA-Brugge
MIA-Brugge is een katholieke school voor wetenschappen, ondernemen en personenzorg (tso-bso). De school bevindt zich in de Brugse deelgemeente Sint-Kruis.

## Geschiedenis

### Campus Mariawende
In 1959 richtte de Congregatie van de zusters van Maria van Pittem de Handelsschool Mariawende op in enkele lokalen van de lagere school in de Pastorieweg in Sint-Kruis (Brugge). Zuster Mia Laridon, toen nog zuster Godelinde, was de eerste directrice. Het leerlingenaantal groeide snel; belangrijke oorzaak was de democratisering van het onderwijs na de schoolstrijd. Een lagere cyclus en een finaliteitsjaar Boekhouden hebben er onderdak; later volgde een finaliteit Steno-dactylografie. Vanaf het einde van de jaren 70 werden nieuwe afdelingen opgericht: op campus Mariawende kwamen een hogere cyclus Handel, Techniek-wetenschappen en Sociaal-technische wetenschappen. De kwalificatie Handel werd Kantoorwerken. In 1983 fusioneerde het Instituut Mariawende met het Sint-Bernadette-instituut (Sint-Jozef), waar de afdeling Kleding werd ingericht. De school werd in dat jaar gemengd. In 1988 verhuisde de afdeling Kleding naar Mariawende.
De school werd in meer dan 50 jaar gestaag uitgebouwd. Een centrale vleugel werd in 1962 in gebruik genomen, in 1970 volgde de sportzaal, in 1989 een grote vleugel met kantoren, klassen en een ruime eetzaal. De speelplaats kreeg een facelift in 2001 en in 2013 werd de oude zolder tot klaslokalen omgebouwd. In 2019 kocht de school de voormalige Sint-Franciscuskerk. Ze zal deze ombouwen tot een polyvalente sportzaal.

### Campus Blydhove
In 1953 startten de zusters van de Sociëteit van Maria uit Gent (die eerder in Brugge Familiezorg opgericht hadden) een nieuwe school voor kinderverzorgsters met internaat langs de Generaal Lemanlaan in Assebroek; op dat moment de enige opleiding voor kinderverzorging in West-Vlaanderen. De school nam haar intrek in "Het Kasteeltje", een neoclassicistisch landhuis uit de eerste helft van de 19e eeuw dat in de jaren 50 uitgebreid werd en dat eigendom was van de familie Legein. Juffrouw Yvonne Beckers (1926-2019) werd de eerste directrice van de school, die aanvankelijk de naam Laetitia kreeg. Vier jaar later kreeg de school een nieuwe naam: Blydhove.
Van hogerhand werd aangedrongen op een verpleegkundige als directrice en op een eigen kribbe als stageoord. Aan die voorwaarden werd op Blydhove voldaan. In 1955-1956 werd gestart met de bouw van een eigen kinderdagverblijf. Het gebouw getuigde van de visie van de jaren 50 op kinderopvang. De nadruk werd vooral gelegd op een goede verzorging en hygiëne, minder op het pedagogische. Het kinderdagverblijf Blydhove bestaat nog steeds, maar wordt niet meer bestuurd vanuit de school. Het werd in 2010-2012 grondig verbouwd.
De school startte in 1968 met de opleiding Sanitaire hulp, die in 1972 overgelaten wordt aan het Spes-Nostra-Instituut in Sint-Andries. In 1981-1982 werd gestart met de technische afdeling Verpleegaspiranten. Het internaat sloot in 1986.

### Instituut Mariawende-Blydhove
In 1998 fusioneerden Mariawende en Blydhove tot het Instituut Mariawende-Blydhove (IMB-Brugge).
De school maakt samen met het Onze-Lieve-Vrouwcollege OLVA (OLVA), het Sint-Andreaslyceum (SASK), het Sint-Andreasinsituut Garenmarkt (SABR), Technisch Instituut Heilige Familie (TIHF), Sint-Jozef Humaniora en Handelsschool, de Middenschool Sint-Pieter Oostkamp en het Sint-Franciscus Xaveriusinstituut (SFX) deel uit van het schoolbestuur vzw Karel de Goede.

### MIA-Brugge
Op 1 september 2021 centraliseerde de school haar afdelingen op één campus, aan de Boogschutterslaan in Sint-Kruis. Een nieuw gebouw van 2.999 m², getekend door architect Joost Danneels, werd in gebruik genomen. De school kreeg een nieuwe naam: MIA-Brugge.

## Studierichtingen
MIA-Brugge is een secundaire school met studierichtingen in de eerste graad en in de zgn. zachte domeinen personenzorg, ondernemen en wetenschappen en met de onderwijsvormen TSO-BSO, na de onderwijsmodernisering in Vlaanderen zgn. "doorstroom-", "doorstroom-/arbeidsmarkt" resp. "arbeidsmarktgerichte" opleidingen.